# Hilara lindbergi
Hilara lindbergi är en tvåvingeart som beskrevs av Vaillant 1963. Hilara lindbergi ingår i släktet Hilara och familjen dansflugor. Inga underarter finns listade i Catalogue of Life.